# القوة العسكرية التركية

القوات الدركية التركية

خفر السواحل التركية

تعتبر تركيا قوة عسكرية على المستوى العالمي، يبلغ عدد أفرادها 670 ألفا، وهي ثاني أكبر جيش في الناتو بعد الجيش ألأمريكي، وتضم حوالي 315 ألف فرد، وتقدر ميزانيتها بنحو 42 مليار دولار، وتحتل بذلك تركيا الرتبة 12 عالميا في ألإنفاق العسكري.
تضم قواتها البرية نحو 4300 دبابة، وأكتر من 7550 ناقلة حربية، إلى جانب أنظمة إطلاق صواريخ ومجموعة من القواعد العسكرية الجوية التركية.

البرية التركية

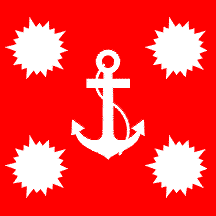
البحرية التركية

القوات الجوية التركية

## تصنيع الأسلحة
منذ سنة 2011 عزمت تركيا على تحقيق اكتفاء ذاتي في مجال الأسلحة وذلك من خلال تصنيعها محلياً، كما انعكس ذلك على زيادة صادراتها في المجال العسكري حيت أثرت هذه العملية بشكل إيجابي على قدراتها الاقتصادية كما أوضحت وزارة الدفاع التركية، تضاعفت صادرات المعدات الدفاعية خلال أربع سنوات بشكل كبير حيث بلغت وفق بيانات العام 2009 نحو 669 مليون دولار، في مقابل 337 مليون دولار في العام 2005 كما أوضحت أن الحكومة التركية تقوم بجهود محلية لدعم صناعة السلاح، مثل نظام ائتمان منخفض الفائدة لتغطية التكاليف التي تكبّدت من تصدير الصناعات الدفاعية وإنشاء منظمة تضم أكثر من مؤسسة صغيرة ومتوسطة تعمل في هذا المجال أن مشاريع التصنيع العسكري التركية طَموحة، وتتضمن مثلاً إنتاج طائرات من دون طيار، ومقاتلات نفاثة ومروحيات عمودية، ما سيؤدي أيضا إلى خفض نفقات تركيا من استيراد السلاح بنسبة تصل إلى 30 بالمئة وقت صدور الدراسة وتوقعت الدراسة الصادرة منذ أربعة أعوام أن تصل تركيا إلى الاكتفاء الذاتي في الصناعات الدفاعية، حيث ستكون زيادة الصادرات نقطة تحول مهمة للشركات العاملة في هذا القطاع، كما سيؤدي هذا إلى تقليص ميزانيات استيراد السلاح تدريجيا ووفقا للأرقام الصادرة عن معهد “الماكينة والكيمياء”-، بأن هذه الطفرة في مبيعات السلاح جاءت بعد بيع الأسلحة والمعدات العسكرية المختلفة والمتفجرات وصواريخ طراز (إس إس 30) إلى 29 بلدا أجنبيا ممتدة على خمس قارات من الفلبين إلى سويسرا وأمريكا والسعودية، أشارت الأرقام إلى أن السعودية احتلّت المرتبة الأولى في صادرات الأسلحة التركية حتى أن تركيا اليوم قادرة على فرض نفسها كمزوّد أساسي للأسلحة لدول الخليج وجنوب شرق آسيا، خاصة بعد ما باتت مجموعتا تاي وأسيلسان ضمن قائمة أول 100 مجموعة في الصناعات الدفاعية العالمية وفي سنة 2015 أعلن فريق البحث المختص بتكنولوجيا الدفاع والأمن التركية، عن أن تركيا خصّصت ميزانية بحجم 41 مليون ليرة تركية، لـ 3 مشاريع ضخمة جديدة في مجال الصناعة الدفاعية، هادفة بذلك إلى الاعتماد على الذات في صناعاتها المحلية دون الارتباط بالخارج. تركيا التي بدأت العمل في المرحلة الأولى في صناعة الآليات التي تعدّ مهمة جدا في مجال الدفاع، ستنتقل فيما بعد للعمل بجهد كبير في صناعة الأسلحة ذات التأثير القليل، وبهذا ستكون دولة تطوّر الأسلحة التي تملكها خلال فترة قصيرة وتبيع للعالم تكنولوجيا دفاعية خاصة بها. حيث أُعلن وقتها عن “مشروع تطوير أنظمة سونار” و”مشروع المتفجرات غير الحساسة” و”مشروع كشف الأشعة تحت الحمراء” ، وأعلنت تركيا وقتها أن هدف مشروع تطوير أنظمة سونار هو جعلها محلية الصنع لأنها تتمتع بقدرة كبيرة في مجال قياس المسافات والاتجاهات في الغواصات البحرية. ويهدف مشروع المتفجرات غير الحساسة إلى تأمين متفجرات ذات صناعة خاصة وذات تأثير كبير وبإمكانيات وطنية، في سبيل تطوير القدرات الحربية التركية ويهدف مشروع كشف الأشعة تحت الحمراء إلى تطوير الأنظمة الموجودة والوصول إلى ابتكار أجهزة جديدة في مجال تكنولوجيا الرؤية الليلية. يُذكر أن الصادرات الدفاعية التركية بلغت في العام 2008 حوالي 600 مليون دولار، لتتضاعف في نهاية العام 2012 وتصل إلى 1.2 مليار دولار، أما في العام 2013 فقد تجاوز عدد الشركات العاملة في المجال العسكري الـ500 شركة، لتُصدّر ما قيمته 1.5 مليار دولار، بينما من المتوقع أن تتجاوز قيمة الصادرات الدفاعية التركية وتوقّعت تقارير أن يصل حجم الصناعة إلى 8 مليارات دولار في2017

## القوات الجوية التركية
تأسست قواتها الجوية عام 1911 وتضم حوالي ستين ألف جندي، ويصل عدد طائراتها إلى 1150 طائرة بينها طائرات قتال واعتراض، وطائرات هجومية، وطائرات النقل العسكري إلى جانب مروحيات هجومية وطائرات بدون طيار.

## القوات البحرية التركية
تعتبر تركيا صاحبة أقوى بحرية في البحر الأبيض المتوسط إلى جانب فرنسا، تضم القوات البحرية التركية 48600 فرد، ولديها 300 سفينة و51 طائرة، إلى جانب 26 من الفرقاطات و 15 غواصة بحرية، و20 من كاسحات ألألغام و 8 قواعد بحرية.
و 26 من سفن الإنزال طراز (LCM302) تم إنشاؤها في أحواضها بمساعدة غربية، والواحدة منها قادرة على حمل 60 طنا من البضائع، إضافة إلى 140 جنديًا. كما تمتلك تركيا 30 سفينة من طراز (EDIC LCT) صناعة محلية تمامًا، وتقل الواحدة منها 100 جندي، و5 دبابات. وسفينة «عثمان غازي» القادرة على حمل 900 جندي، و15 دبابة وطائرة هليكوبتر، إضافة إلى سفينتين برمائيتين طراز «أرطغرُل»، تحمل الواحدة منها 395 جنديا، وبضائع إمدادات زنتها 2200 طن ويضم الأسطول التركي أيضا، سفينتين من طراز «ساروكابي» للنقل والقتال وزرع الألغام،

## القوات الموازية
- خفر السواحل: التركي الذي تأسس سنة 1982 ويضم حوالي 5500 فرد ولديه حوالي 15 طائرة هيليكوبتر وتلاثطائرات حربية،
- قوات الدرك التركية: قوات الدرك أنشئت سنة 1846، وتضم حوالي 276 ألف عنصر، ولديها نحو 150 عربة وتجهيزات مصفحة وحوالي ستين طائرة هيليكوبتر.
- القوات الخاصة التركية: أنشأت سنة 1992 وتتبع مباشرة لقائد الأركان وتضم قوات من نخبة الجنود، ويخضغ المرشحون لدخولها برنامجاً تدريبياً قاسياً ومكتفا لمدة 3 سنوات.[3]